# Chris Stewart (politico)
Christopher Douglas Stewart, detto Chris (Logan, 15 luglio 1960), è un politico e militare statunitense, membro della Camera dei Rappresentanti per lo stato dello Utah dal 2013 al 2023.

## Biografia
Nato e cresciuto nello Utah in una famiglia mormone, Stewart studiò all'Università statale dello Utah e successivamente si arruolò nell'Air Force. Stewart vi rimase dal 1984 al 1998, quando venne congedato con il grado di maggiore; durante questo periodo si occupò di pilotare il Rockwell B-1 Lancer e venne anche insignito del Mackay Trophy nel 1995.
Dopo la fine della vita militare, Stewart divenne amministratore delegato di una compagnia di consulenze e a questo impiego affiancò l'attività di scrittore di romanzi.
Alla fine del 2011 annunciò la sua entrata in politica con il Partito Repubblicano e di conseguenza la sua candidatura alla Camera dei Rappresentanti. Stewart riuscì a farsi eleggere con una larga maggioranza e approdò al Congresso nel gennaio del 2013.
Si è dimesso dal suo ruolo di rappresentante il 15 settembre 2023.